# Lorenzo de Médici
Lorenzo de Médici (en italiano: Lorenzo di Piero de' Medici; Florencia, 1 de enero de 1449-Villa medicea de Careggi, 8 de abril de 1492), también conocido como Lorenzo el Magnífico por sus contemporáneos, fue un estadista italiano y gobernante de facto de la República de Florencia, mecenas de las artes, diplomático, banquero, poeta y filósofo renacentista, perteneciente a la familia Médici, y también bisabuelo de la reina Catalina de Médici.
Su vida coincidió con la cúspide del Renacimiento italiano temprano; su muerte marca el final de la Edad de Oro de la ciudad de Florencia. La frágil paz que ayudó a mantener entre los distintos estados italianos terminó con su muerte. Los restos de Lorenzo de Médici reposan en la capilla de los Médici en la basílica de San Lorenzo de Florencia.

## Biografía
Lorenzo de Médici fue considerado el más inteligente de los cinco hermanos Médici, y tuvo como tutor a un diplomático llamado Gentile Becchi. Participó en justas, cetrería, caza y cría de caballos para competir en el Palio de Siena. Tenía un caballo llamado Morello di Vento.

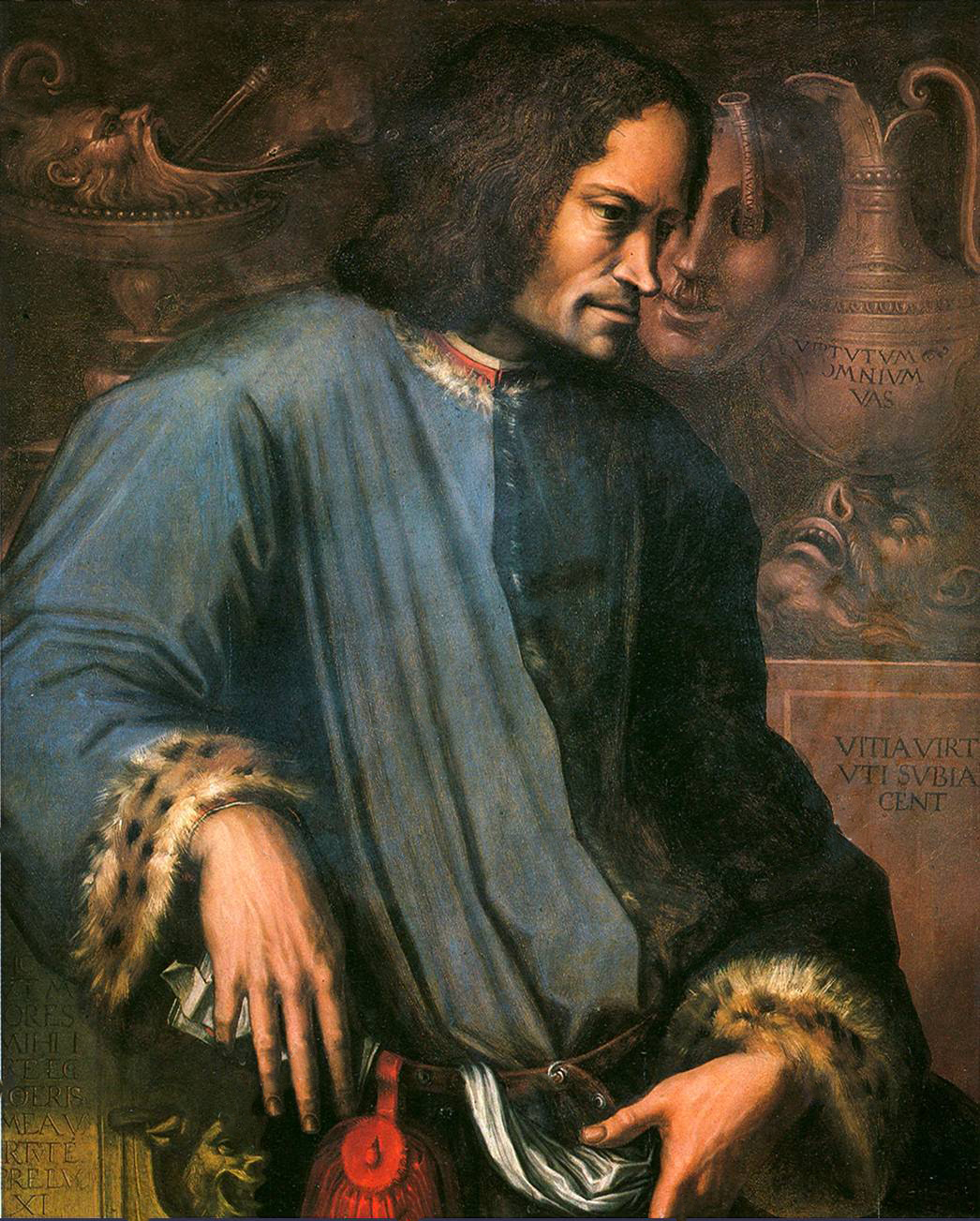
Retrato de Lorenzo el Magnífico por Giorgio Vasari.

Se educó primero en Venecia y más tarde fue enviado a Milán con sólo diecinueve años en representación de su padre, Pedro de Cosme de Médici. Siendo aún joven, Pedro lo envió a numerosas misiones diplomáticas. Entre ellas se cuentan viajes a Roma para ver al papa y a otras figuras políticas y religiosas. 
Con veinte años, en 1469, la muerte de su padre le obligó a hacerse cargo del Estado florentino bajo un pulso permanente con el reino de Nápoles. Su carácter conciliador y diplomático le permitió alcanzar la paz con los napolitanos en 1480 tras declarar la guerra Fernando I de Nápoles. 
Los enfrentamientos entre los jefes de familia de la república florentina mantenían la ciudad en tensión y Lorenzo debió disputar su posición de forma permanente. Esta actitud llevó a una parte de la historiografía a considerarle un déspota. Otros, sin embargo, le consideraron un mantenedor del orden en un periodo muy convulso de la historia de la ciudad italiana. Durante todo su principado se mantuvo un enfrentamiento entre los Médici y los Pazzi, otra influyente familia banquera de la ciudad. Hubo de sufrir, al menos, dos atentados, el más famoso de los cuales sucedió el 26 de abril de 1478, la conspiración de los Pazzi, que ocurrió un domingo en la catedral de Florencia mientras se celebraba la misa. En esta descabellada operación, los Pazzi acabaron con la vida del hermano menor de Lorenzo, Juliano, mientras que entre los atacantes resultaron muertos Francesco de' Pazzi y el arzobispo de Pisa, Francesco Salviati, enviado papal. En respuesta a la muerte de este último, el pontífice romano excomulgó a Lorenzo. Luego de esto, se enfrentó al papa Sixto IV en el proceso de expansión de los Estados Pontificios.
Casado con una de las mujeres más nobles de la aristocracia romana, Clarisa Orsini, consiguió que su hijo hiciera carrera como eclesiástico, de tal suerte que más tarde llegaría a ser el papa León X.
Como mecenas destacó en su apoyo a artistas de la talla de Giuliano da Maiano, Sandro Botticelli, Leonardo da Vinci y Miguel Ángel, entre otros. Extendió el arte renacentista italiano por el resto de las cortes europeas, gracias a sus excelentes relaciones. 
Fundó, entre otras instituciones, la Biblioteca Laurenciana. Enviados de Lorenzo recuperaron del Este de Europa gran cantidad de obras clásicas, montando talleres para copiar sus libros y difundir su contenido a través de toda Europa. Apoyó el desarrollo del Humanismo a través de su círculo de amigos eruditos que estudiaron a los filósofos griegos y trataron de combinar las ideas de Platón con el cristianismo. En este grupo se encontraban los filósofos Marsilio Ficino, Angelo Poliziano y Giovanni Pico della Mirandola.
En su condición de banquero desatendió los negocios heredados de la familia y tuvo muchos problemas para mantener las actividades mercantiles en la Europa occidental, perdiendo las filiales de Londres, Brujas y Lyon (esta última creada en 1466).

## Política
Lorenzo, preparado para el poder, asumió un papel destacado en el Estado a la muerte de su padre en 1469, cuando tenía 20 años. Ya agotado por los proyectos de construcción de su abuelo y constantemente estresado por la mala gestión, las guerras y los gastos políticos, el patrimonio del Banco de los Médici se redujo seriamente en el transcurso de la vida de Lorenzo.
Lorenzo, al igual que su abuelo, su padre y su hijo, gobernó Florencia indirectamente a través de sustitutos en los ayuntamientos mediante sobornos y matrimonios estratégicos hasta 1490.  Las familias rivales florentinas albergaban inevitablemente resentimientos por el dominio de los Medici, y los enemigos de los Medici siguieron siendo un factor en la vida florentina mucho después de la muerte de Lorenzo.  La más notable de las familias rivales fue la de los Pazzi, que estuvo a punto de poner fin al «reinado» de Lorenzo.
El domingo 26 de abril de 1478, en un incidente conocido como la conspiración de los Pazzi, un grupo encabezado por Francesco de' Pazzi y Francesco Salviati (arzobispo de Pisa), atacaron a Lorenzo y a su hermano y cogobernante Juliano en la catedral de Santa María del Fiore en un intento de hacerse con el control del gobierno florentino. De forma escandalosa, Salviati actuó con la bendición de su patrón el papa Sixto IV y su sobrino Girolamo Riario. Giuliano fue asesinado, brutalmente apuñalado hasta la muerte, pero Lorenzo escapó con sólo una herida menor en el cuello.  La noticia de la conspiración se extendió por toda Florencia, y fue brutalmente sofocada por el populacho con medidas como el linchamiento del arzobispo de Pisa y de los miembros de la familia Pazzi implicados en la conspiración. 
Tras la conspiración de los Pazzi y el castigo a los partidarios del papa Sixto IV, los Médici y Florencia se ganaron la ira de la Santa Sede, que confiscó todos los bienes de los Médici que Sixto pudo encontrar, excomulgó a Lorenzo y todo el gobierno de Florencia, y finalmente puso a toda la ciudad-estado florentina bajo interdicto.  Cuando estos movimientos tuvieron poco efecto, Sixto formó una alianza militar con el rey Fernando I de Nápoles, cuyo hijo, Alfonso, duque de Calabria, dirigió una invasión de la República Florentina, aún gobernada por Lorenzo.

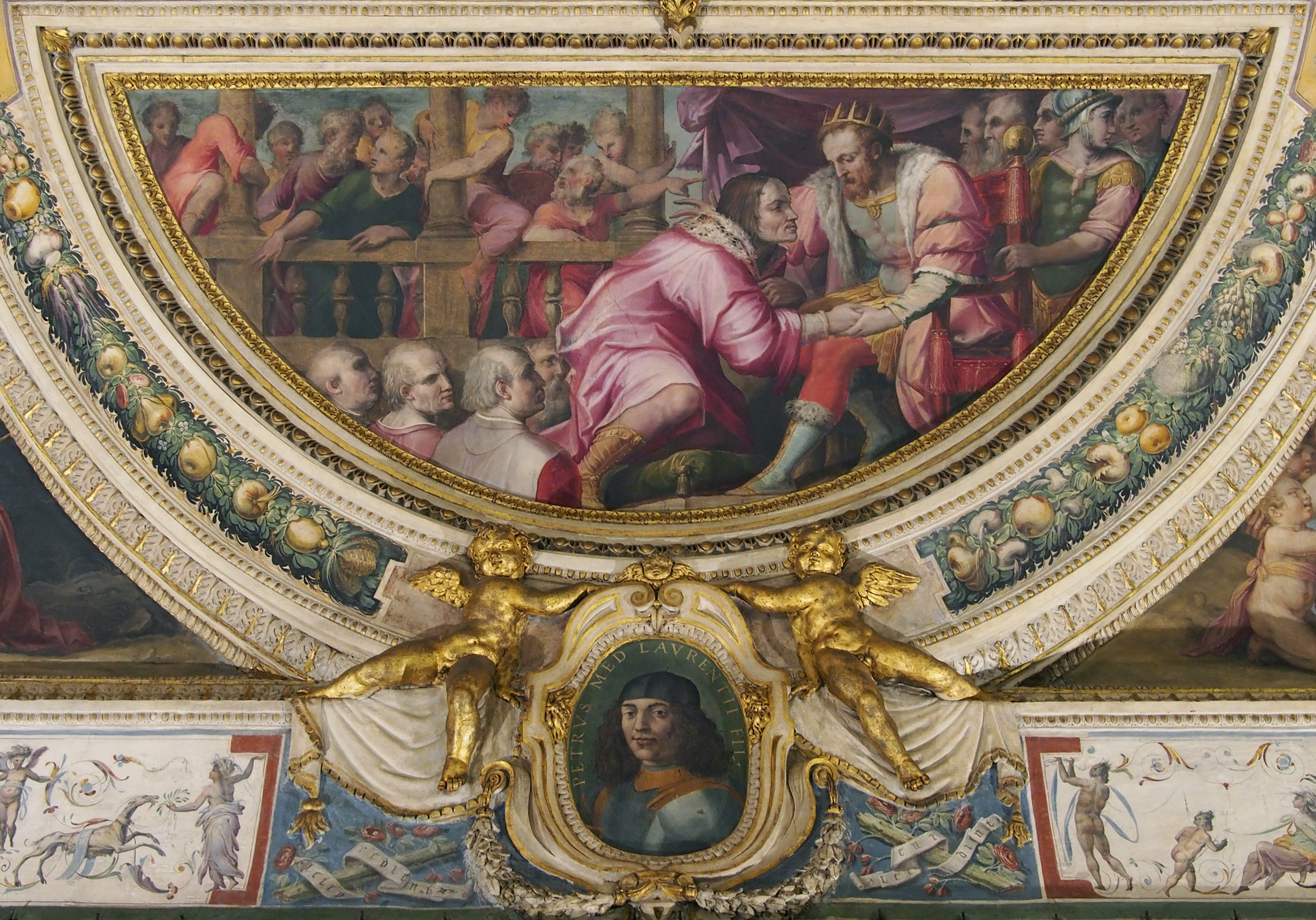
Lorenzo va a Nápoles a Fernando de Aragón, pintura de Giorgio Vasari y Marco da Faenza, Palazzo Vecchio, Sala di Lorenzo el Magnífico, Florencia

Lorenzo movilizó a los ciudadanos. Sin embargo, con el escaso apoyo de los aliados tradicionales de los Medici en Bolonia y Milán, la guerra se prolongó, y sólo la diplomacia de Lorenzo, que viajó personalmente a Nápoles y se convirtió en prisionero del rey durante varios meses, resolvió finalmente la crisis. Ese éxito permitió a Lorenzo conseguir cambios constitucionales en el gobierno de la República Florentina que reforzaron aún más su propio poder.
A partir de entonces, Lorenzo, al igual que su abuelo Cosme de Médici, siguió una política de mantenimiento de la paz, equilibrando el poder entre los estados del norte de Italia y manteniendo fuera de Italia a los principales estados europeos, como Francia y el Sacro Imperio Romano Germánico. Lorenzo mantuvo buenas relaciones con el sultán Mehmed II del Imperio otomano, ya que el comercio marítimo florentino con los otomanos era una importante fuente de riqueza para los Médici.
Los esfuerzos por obtener ingresos de la extracción de alumbre en Toscana empañaron la reputación de Lorenzo. El alumbre había sido descubierto por ciudadanos locales de Volterra, que se dirigieron a Florencia para obtener apoyo para explotar este importante recurso natural. El alumbre, un producto clave en las industrias del vidrio, el curtido y el textil, sólo estaba disponible en unas pocas fuentes bajo el control de los otomanos y monopolizado por Génova antes del descubrimiento de fuentes de alumbre en Italia en Tolfa. Primero la Curia romana en 1462, y luego Lorenzo y el Banco de los Médici menos de un año después, se involucraron en el respaldo de la operación minera, llevándose el papa una comisión de dos ducados por cada cantar quintal de alumbre recuperado y asegurando un monopolio contra las mercancías derivadas de Turquía al prohibir el comercio de alumbre con infieles.  Cuando se dieron cuenta del valor de la mina de alumbre, los habitantes de Volterra quisieron que sus ingresos se destinaran a sus fondos municipales en lugar de que fueran a parar a los bolsillos de sus patrocinadores florentinos. Así comenzó una insurrección y secesión de Florencia, que supuso la muerte de varios ciudadanos opositores. Lorenzo envió mercenarios para reprimir la revuelta por la fuerza, y los mercenarios acabaron saqueando la ciudad. Lorenzo se apresuró a ir a Volterra para reparar el daño, pero el incidente quedaría como una mancha oscura en su historial.

## Mecenazgo

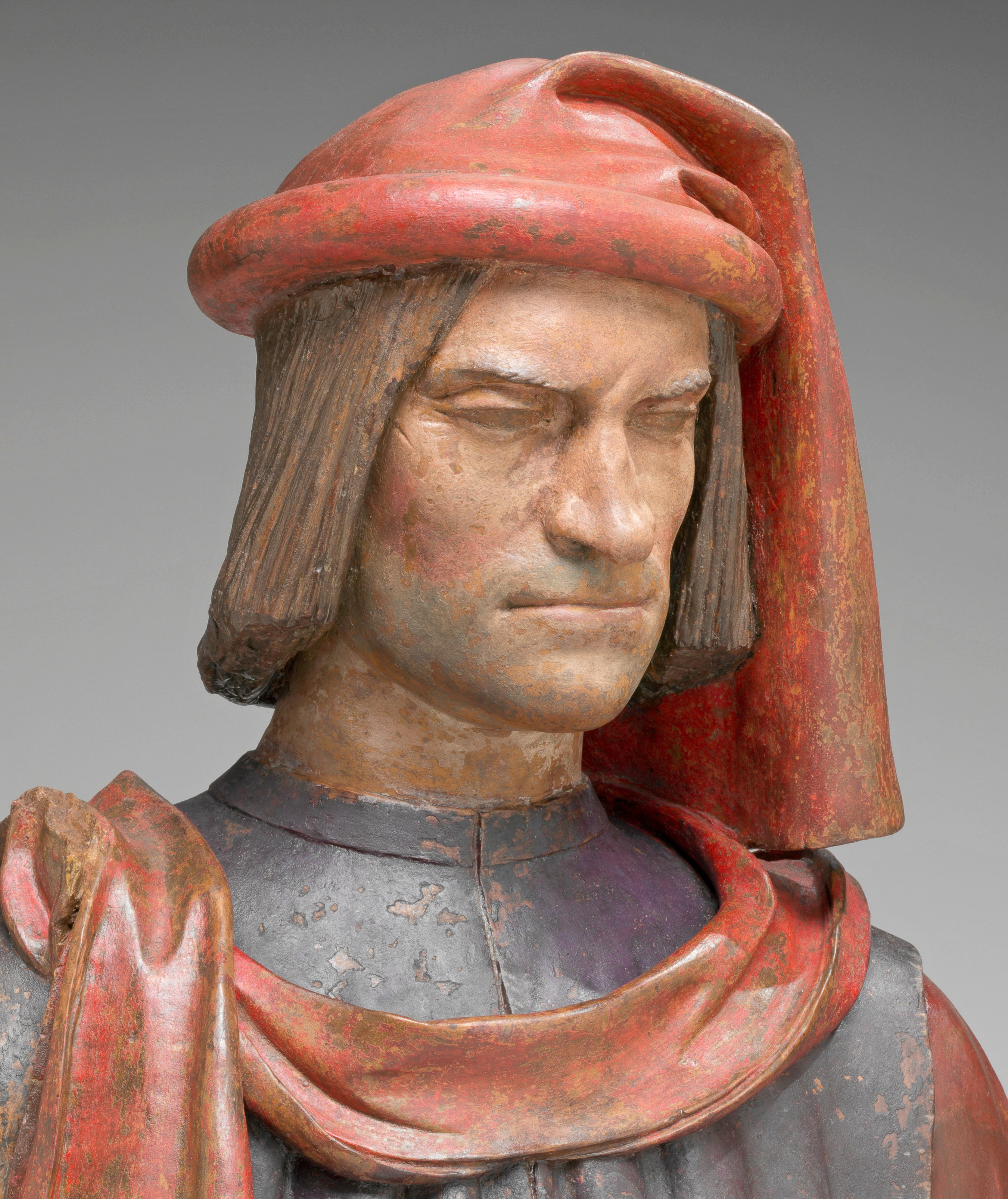
Busto de Lorenzo de Médici por Verrocchio.

El mecenazgo de Lorenzo de Médici no consistió tanto en financiar obras, como hiciera su abuelo Cosme el Viejo, sino en mandar a los artistas más destacados de Florencia a diversas cortes, practicando la «política de prestigio artístico»; así, por ejemplo, envió a Botticelli y los hermanos Antonio y Piero Pollaiuolo a Roma, a Maiano a Nápoles, a Sansovino a Lisboa, a Verrocchio a Venecia, entre otros casos más. Su gusto y su criterio eran muy valorados puesto que, dotado de una gran sensibilidad demostrada por sus poemas, gustó de rodearse de artistas, filósofos y científicos: amaba el contacto con la inteligencia y el talento, como para cultivar en él mismo una especie de artista universal, para adquirir o presentir todas las virtualidades del genio. A la generación viril de Cosme que se complacía en construir en todos los órdenes, siguió la de los estetas, admirablemente dotados, que preferían el goce estético y la especulación a la actividad. Esto además tiene su explicación en el hecho de que había que hacer avanzar numerosos trabajos ya emprendidos, que las villas de los Médici eran ya numerosas en 1469 y que estaban adornadas con cuadros y estatuas, quedando poco sitio libre. Lo que sí es cierto es que entre todas las anticaglie (antigüedades) que conservaban en jardines y en el interior de los palacios, artistas como Miguel Ángel pudieron entrar en contacto directo con las obras de la Antigüedad clásica -y restaurar algunas, como es el caso de Donatello-, sin olvidar por ejemplo que en el Camposanto monumental de Pisa hay una magnífica colección de sarcófagos romanos, probablemente la primera fuente de inspiración para los escultores florentinos del Quattrocento.
Algunos estudiosos[¿quién?] proclaman a Lorenzo de Médici como uno de los «padrinos del Renacimiento».[cita requerida] Se destaca el llamado «jardín de escultura» que fundó, con el cual pretendía revivir el arte de la escultura, casi extinto en Florencia. En este jardín se impartió enseñanza gratuita en el proceso de esculpir a los más talentosos aprendices de los talleres del momento, entre ellos al joven Miguel Ángel, y fue allí donde este realizó varias de sus primeras obras en mármol como la Virgen de la escalera y La batalla de los centauros. Para llenar la necesidad de tener un maestro en el jardín de escultura, Lorenzo contrató a Bertoldo, antiguo aprendiz del famoso escultor Donatello, quien a su vez había sido aprendiz de Lorenzo Ghiberti. Bertoldo, a pesar de su avanzada edad, enseñó el arte de esculpir el mármol a sus aprendices del jardín, lo cual les dio las bases necesarias para revivir la escultura en Florencia.

## Matrimonio e hijos

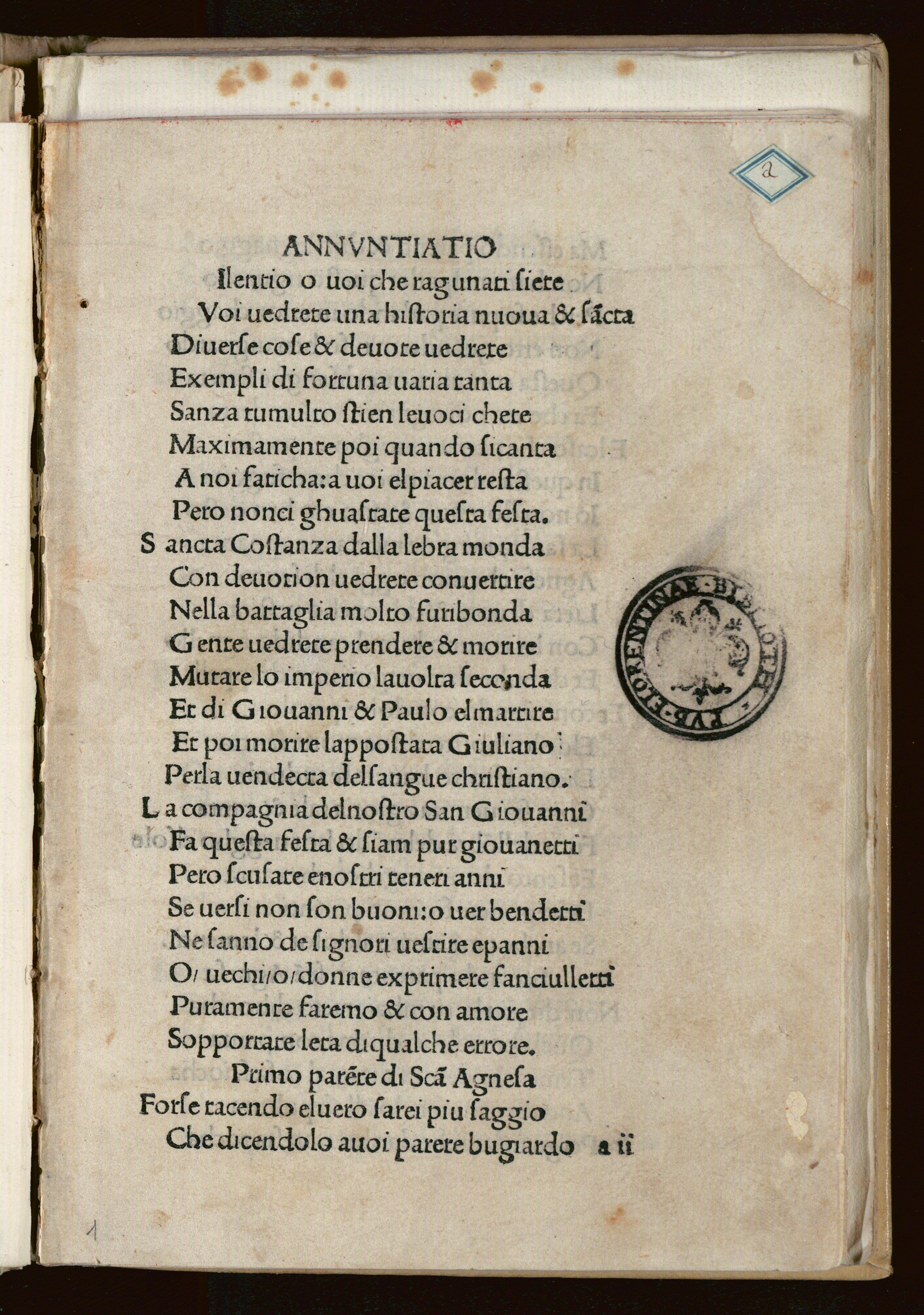
Rappresentazione dei santi Giovanni e Paolo, c. 1485.

Lorenzo de Médici se desposó con Clarisa Orsini por poderes el 7 de febrero de 1469. El matrimonio en persona se llevó a cabo en Florencia el 4 de junio del mismo año. Clarisa era hija de Jacobo Orsini, señor de Monterotondo y Bracciano, casado con su prima Magdalena Orsini. Clarisa y Lorenzo tuvieron 10 hijos:
- Lucrecia (Florencia, 4 de agosto de 1470 - 15 de noviembre de 1553),[20] se casó el 10 de septiembre de 1486 con Jacobo Salviati y tuvieron 10 hijos, incluyendo al cardenal Giovanni Salviati, al cardenal Bernardo Salviati y a María Salviati (madre de Cosme I de Médici y de Francisca Salviati, madre a su vez del papa León XI).
- Dos gemelos que murieron después del nacimiento (en marzo de 1471).
- Pedro (Florencia, 15 de febrero de 1472 - Río Garigliano, 28 de diciembre de 1503), gobernante de Florencia después de la muerte de su padre. Fue llamado El infortunado.
- Magdalena (Florencia, 25 de julio de 1473 - Roma, 2 de diciembre de 1528), se casó el 25 de febrero de 1487 con Franceschetto Cybo (hijo ilegítimo del papa Inocencio VIII) y tuvieron siete hijos.
- Contessina Beatriz (23 de septiembre de 1474 - septiembre de 1474), murió a los pocos días de nacer.[21]
- Juan (Florencia, 11 de diciembre de 1475 - Roma, 1 de diciembre de 1521), ascendió al papado como León X el 9 de marzo de 1513.[20][22]
- Luisa (Florencia, 25 de enero de 1477 - julio de 1488), también llamada Luigia, estaba prometida con Juan el Popular, pero murió joven.
- Contessina (Pistoia, 16 de enero de 1478 - Roma, 29 de junio de 1515), casada en 1494 con Piero Ridolfi (1467-1525), con el que tuvo cinco hijos, incluyendo al Cardenal Nicolás Ridolfi.
- Juliano, duque de Nemours (Florencia, 12 de marzo de 1479 - Florencia, 17 de marzo de 1516), nombrado duque de Nemours en 1515 por el rey Francisco I de Francia.

Lorenzo también adoptó a su sobrino Julio, el hijo ilegítimo de su hermano muerto Juliano de Médici. Julio más tarde se convertiría en el papa Clemente VII.

## Posteridad
- Thomas Mann escribió su única obra de teatro, Fiorenza, basada en la figura de Lorenzo de Médici en su lecho de muerte.
- En la serie televisiva Da Vinci's Demons, Lorenzo de Médici contrata a Leonardo da Vinci como artista y como ingeniero militar, siendo éste quien lo libra de los Pazzi.
- La segunda y tercera temporada de la serie de televisión Los Médici, señores de Florencia (RAI, 2016) se centran en la vida y muerte de Lorenzo el Magnífico, interpretado por Daniel Sharman.
- En la famosa saga de Assassin's Creed (AC II) se presenta como apoyo del protagonista Ezio Auditore para acabar con los Pazzi, entre otros.

## Sucesión
| Predecesor: Pedro de Cosme de Médici | Señor de Florencia 1469 - 1492 | Sucesor: Pedro II de Médici |